# Abies bracteata
Abies bracteata (ялиця щетиношишкова, англ. Santa Lucia fir, bristlecone fir) — вид ялиць родини соснових. Етимологія: лат. bracteatus — «що має приквіток».

## Поширення, екологія
Країни поширення: США (Каліфорнія). У всьому діапазоні А. bracteata обмежується крутими північними і східними сторонами гірських схилів і пасм, і дном каньйонів, і на піднятих потокових терасах. Ці області не схильні до пожеж. Зустрічається або в мішаних вічнозелених лісах з Quercus chrysolepis або випадково з Sequoia sempervirens, Pinus lambertiana,  Pinus ponderosa. Живе на висотах 180-1570 м. Залежно від місця, річна кількість опадів становить 500-1300 мм.

## Опис
Вузькоконічне дерево 12–30 м заввишки, 10–30(100) см діаметром, зі шпилеподібною кроною. Кора світло-червоно-коричнева, тонка, гладка, з віком стає злегка потрісканою, розбитою на притиснуті лусочки. Гілки розходяться від стовбура під прямим кутом, часто опускаючись у віці. Бруньки оголені, від яйцюватих до веретеноподібних, блідо-жовтувато-коричневі, загострені, довжиною 10–20 мм, не смолисті, вершина загострена. Голки плоскі, жорсткі, блискучі, зверху темно-зелені, (25)35–55(60) мм в довжину і 2,5–3 мм шириною, з 2 широкими білими смугами знизу; запах їдкий.
Тичинкові шишки під час запилення від блідо-жовтого до жовто-зеленого кольору, довжиною 5–7 см і 2–3 см завширшки. Насіннєві шишки яйцеподібні, смолисті, (6)7–10(14) см у довжину і 4–5.5 см шириною, від фіолетово-коричневого до пурпурово-коричневого кольору, на міцних квітконосах. Насіння блискуче, темно-червоне-коричневе, довжиною 5 мм, довжина крила 8–11 мм. Квітне на початку травня, шишки дозрівають і розсіюють насіння з кінця серпня по жовтень.

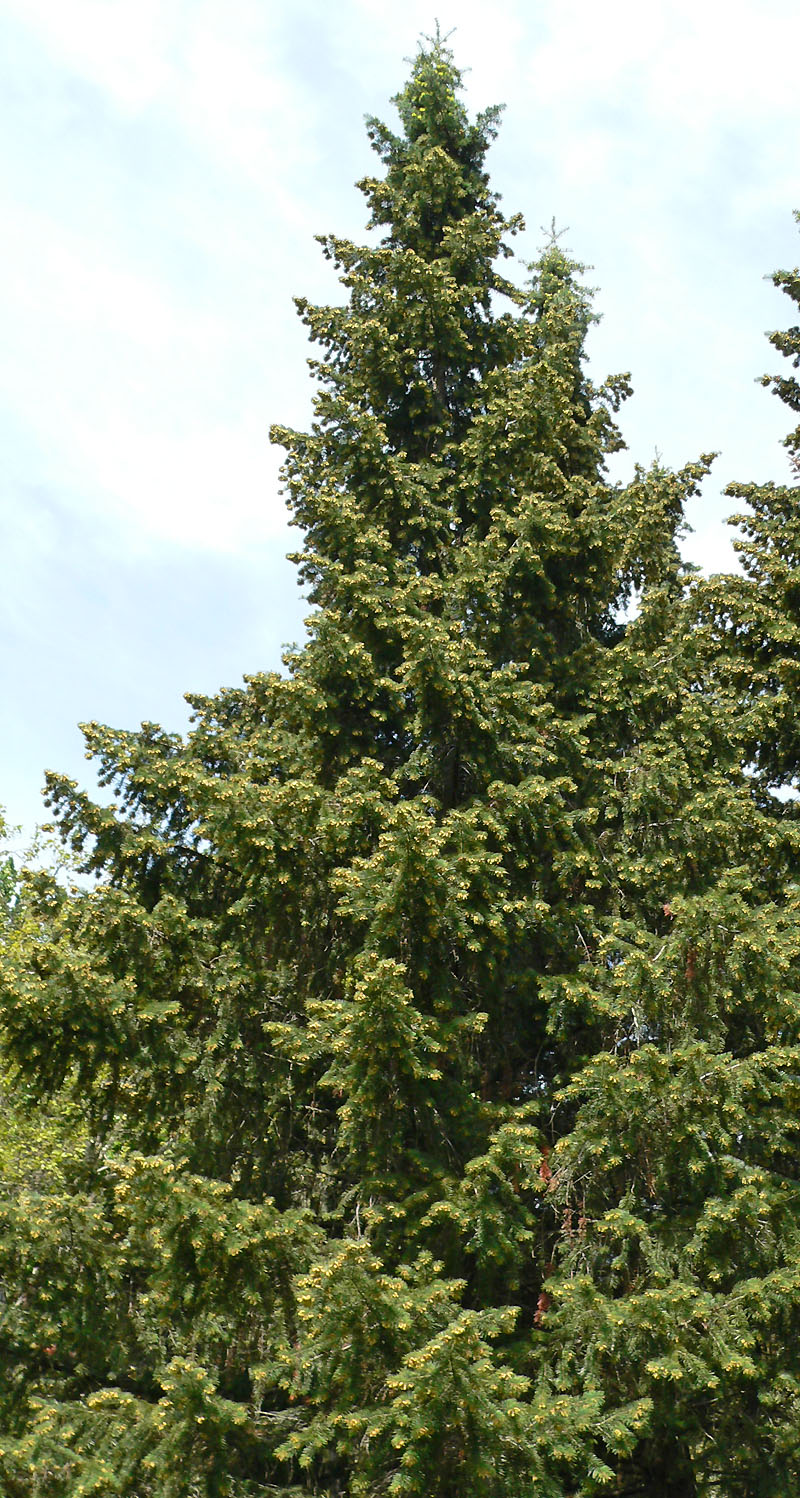
Дерева
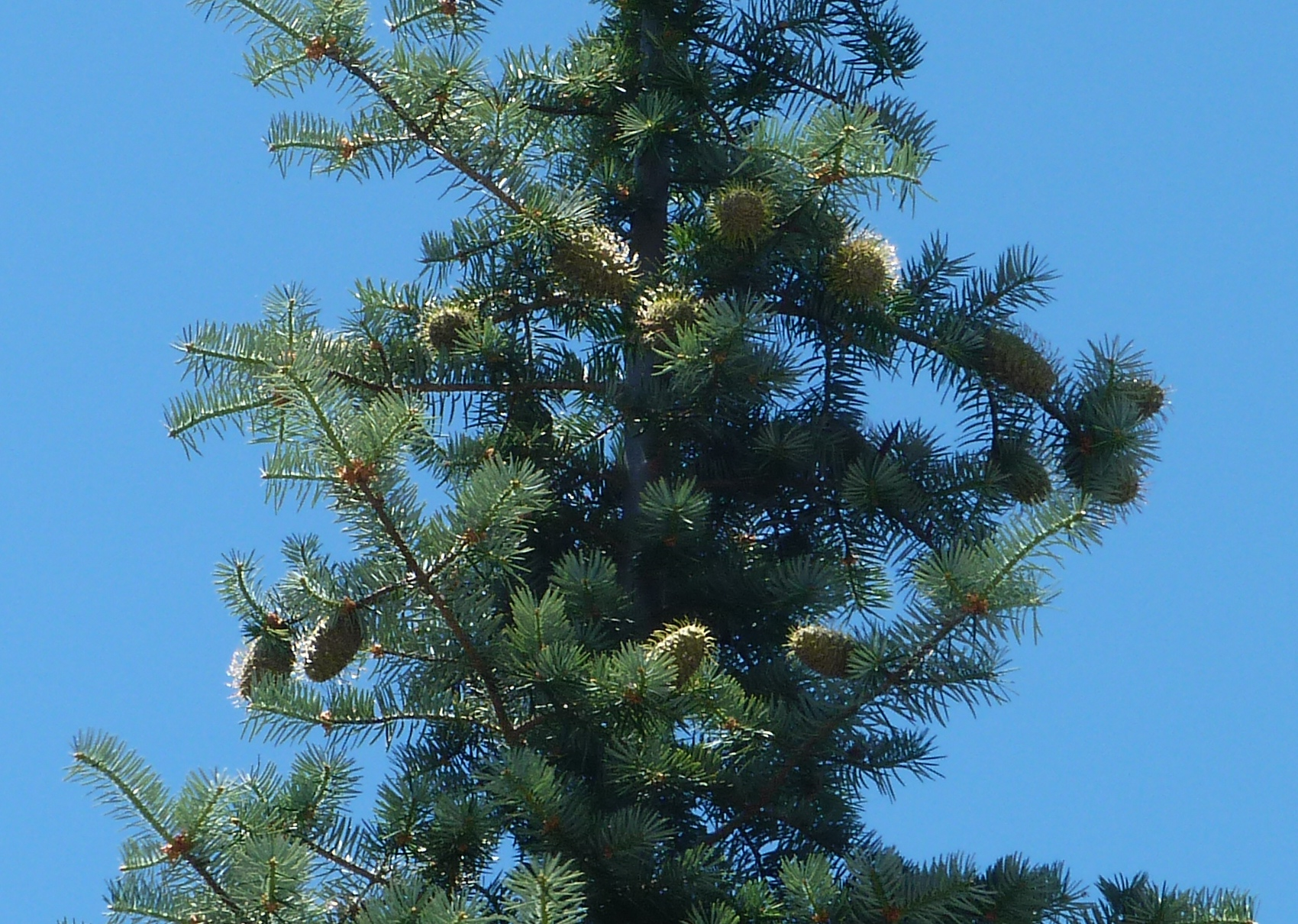
Шишки

## Використання
Більше не використовується для деревини, але за привабливий і незвичайний вид цінується в колекціях для ботанічних садів і дендраріїв. Дерева у вирощуванні часто ростуть набагато швидше і вище, ніж у їх природному середовищі існування в горах Санта-Люсія.

## Загрози та охорона
На даний час не загрожує будь-яка форма використання і майже всі субпопуляції знаходяться в межах охоронних територій, так що зміни в землекористуванні, навряд чи відбудуться в найближчому майбутньому.  У нормальних умовах, вогонь є відносно незначним ризиком.